# Stephanoscyphus striatus
Stephanoscyphus striatus är en manetart som beskrevs av Ernst Vanhöffen 1910. Stephanoscyphus striatus ingår i släktet Stephanoscyphus, ordningen ringmaneter, klassen maneter, fylumet nässeldjur och riket djur.
Artens utbredningsområde är Södra Ishavet. Inga underarter finns listade i Catalogue of Life.